# Mercer Island
Mercer Island är en ort i King County i delstaten Washington, USA.